# Kenneth Dokken
Kenneth Dokken, né le 10 octobre 1978 à Lørenskog en Norvège, est un footballeur norvégien qui évolue au poste de milieu central désormais entraîneur.

## Biographie

### Carrière de joueur
Né à Lørenskog, dans le comté de Viken en Norvège, Kenneth Dokken commence le football au Kolstad IF avant d'être ensuite formé par le Strømsgodset IF, où il commence sa carrière professionnelle.
En juillet 1998 il est prêté au Hønefoss BK jusqu'à la fin de l'année. Il rejoint définitivement le club en janvier 1999.
En janvier 2004 il rejoint le Hamarkameratene, tout juste promu en première division norvégienne. Il y devient un joueur important, officiant notamment comme capitaine. Il se fait remarquer en marquant un but le 25 juillet 2004, lors de la victoire en championnat de son équipe (0-3) sur la pelouse du Tromsø IL, jusque là leader et invaincu à domicile. Son équipe parvient à se maintenir et termine même cinquième lors de cette saison 2004.
Kenneth Dokken fait son retour au Strømsgodset IF en début d'année 2006 après deux ans à Hamarkameratene.
Le 17 juillet 2007, Dokken est de retour au Hamarkameratene sous la forme d'un prêt jusqu'à la fin de la saison.
Le 25 janvier 2008, Kenneth Dokken signe un contrat de trois ans avec l'Odds BK. Il y retrouve notamment Dag-Eilev Fagermo (en), qui était déjà son entraîneur lorsqu'il jouait pour le Strømsgodset IF lors de son dernier passage.
Dokken se fait remarquer de façon négative le 24 septembre 2009, lors des demi-finale de la coupe de Norvège perdue par son équipe face à l'Aalesunds FK (1-0 score final) en adressant un coup de pied volontaire au milieu adverse Johan Arneng, voulant se faire justice lui-même après que le suédois l'ai poussé quelques instants plus tôt. Ce geste lui vaut une suspension de sept matchs. Alors que la presse s'empare de l'histoire, évoquant une sanction plus lourde, Arneng révèle que les deux joueurs ont discuté après le match et que les médias ont voulu dépeindre Dokken comme le « méchant » de l'histoire mais que pour sa part il ne retient aucune rancune contre lui.
Après deux ans à l'Odds BK, Kenneth Dokken rejoint le Ranheim Fotball en janvier 2010 pour un contrat de trois ans. Le transfert est annoncé dès le 16 décembre 2009.
Dokken quitte toutefois le club au bout d'un an pour s'engager en faveur du Sandefjord Fotball, qu'il rejoint en janvier 2011. Le transfert est annoncé dès le 22 décembre 2010.
Le club évolue en deuxième division norvégienne et il retrouve son ancien club, le Hønefoss BK, le 3 avril 2011, lors de la première journée de la saison 2011 (0-0 score final). Le 17 avril 2011 il inscrit ses deux premiers buts pour le club, lors d'une rencontre de championnat contre l'Alta IF. Titulaire, il contribue à la victoire de son équipe par trois buts à un.

### Carrière d'entraîneur
Après sa carrière de joueur, Kenneth Dokken commence rapidement une carrière d'entraîneur, dans le modeste club de l'IF Birkebeineren.
Le 24 août 2012, Kenneth Dokken devient l'entraîneur principal du Notodden FK.
Après sept saisons au Notodden FK, Dokken démissionne le 28 novembre 2019.
Le 13 février 2020, il rejoint le Vålerenga Fotball, étant nommé entraîneur adjoint de Dag-Eilev Fagermo (en), qu'il a connu en tant qu'entraîneur lorsqu'il était joueur.
Le 5 janvier 2022, Kenneth Dokken devient l'entraîneur adjoint de David Nielsen (en) à l'AGF Aarhus, au Danemark. Il remplace notamment Morten Karlsen (en),.
Le 16 janvier 2024, Kenneth Dokken quitte son poste d'adjoint à l'AGF et retrouve un poste d'entraîneur principal au Odds BK, club ayant terminé dixième de la dernière saison de première division norvégienne. Il succède ainsi à Pål Arne Johansen (en), parti au BK Häcken.

## Vie privée
Kenneth Dokken est le fils de Arne Dokken, ancien footballeur international norvégien reconverti entraîneur. Il a également un frère, Vegard Dokken, lui aussi footballeur.